# Carpodetus montanus
Carpodetus montanus är en tvåhjärtbladig växtart som först beskrevs av Ridley, och fick sitt nu gällande namn av John Raymond Reeder. Carpodetus montanus ingår i släktet Carpodetus och familjen Rousseaceae. Inga underarter finns listade i Catalogue of Life.